# Namur
Namur (en francés: Namur, en valón: Nameur, en neerlandés: Namen) es una ciudad belga, capital de la provincia homónima y de la región de Valonia desde 1986. Con una población en 2019 de 110 779 habitantes, es la tercera ciudad más poblada de la región. Se encuentra situada en la confluencia de los ríos Sambre y Mosa, erigiéndose como un importante nudo de comunicaciones.
La ciudad cuenta con dos elementos inscritos como Patrimonio de la Humanidad por la Unesco: el campanario de Namur, dentro del conjunto de campanarios municipales de Bélgica y Francia y los torneos con zancos de Namur, declarado Patrimonio Cultural Inmaterial de la Humanidad en 2021. La localidad comprende tres zonas: Hesbaye al norte, Condroz al sureste y Entre Sambre et Mosa al suroeste. La lengua oficial es el francés.
El dialecto local es el valón de Namur.

## Historia

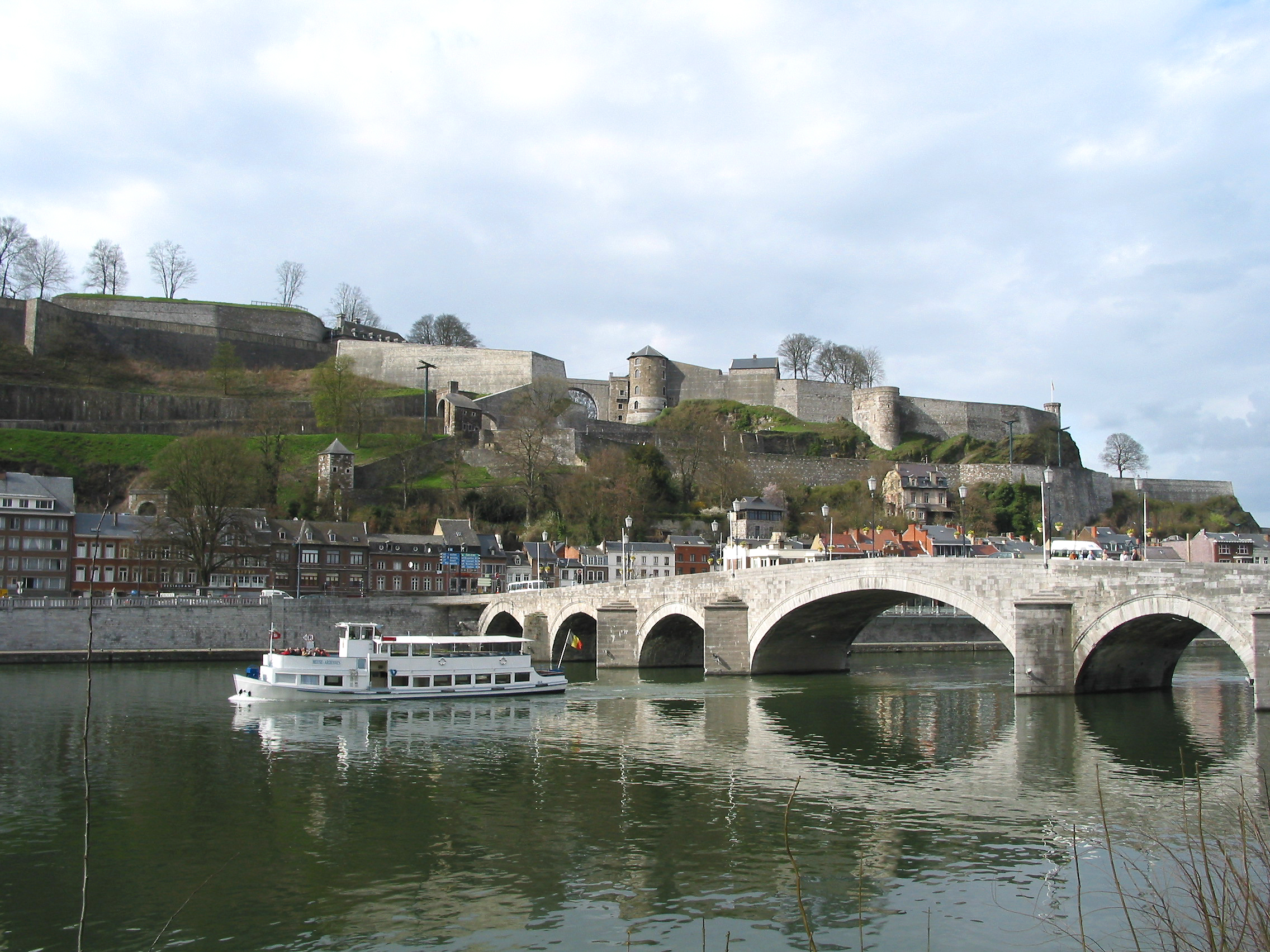
Río Mosa, el puente de Jambes y la Fortaleza ("Citadelle").

El pueblo comenzó como un importante asentamiento comercial celta en las rutas comerciales a través de las Ardenas. Roma también estableció su presencia después de que Julio César derrotara a los aduáticos.
Namur llegó a la prominencia durante la temprana Edad Media cuando los merovingios construyeron un castillo o ciudadela en el espolón rocoso con vistas a la ciudad, en la confluencia de ambos ríos. En el siglo X se convirtió en un país con sus propias leyes. La ciudad se desarrolló un tanto desigualmente, ya que los condes de Namur se asentaron en la orilla norte del Mosa, siendo la orilla sur propiedad del obispo de Lieja y que evolucionó más lentamente, en la ciudad de Jambes (ahora efectivamente un suburbio de Namur). En 1262, Namur cayó en manos del Conde de Flandes y pasó a ser posesión del duque Felipe el Bueno de Borgoña en 1421.
Durante la guerra de los Ochenta Años, la ciudad fue rápidamente recuperada por las tropas de Juan de Austria el 24 de julio de 1577, estableciéndose en ella la capital de los Países Bajos Españoles hasta que la ciudad de Bruselas fue recuperada por las tropas españolas el 10 de marzo de 1585.

En la década de 1640 su ciudadela se reforzó considerablemente. El rey Luis XIV de Francia la invadió en 1692 y la anexionó a Francia. Su famoso ingeniero militar Vauban reconstruyó la ciudadela.

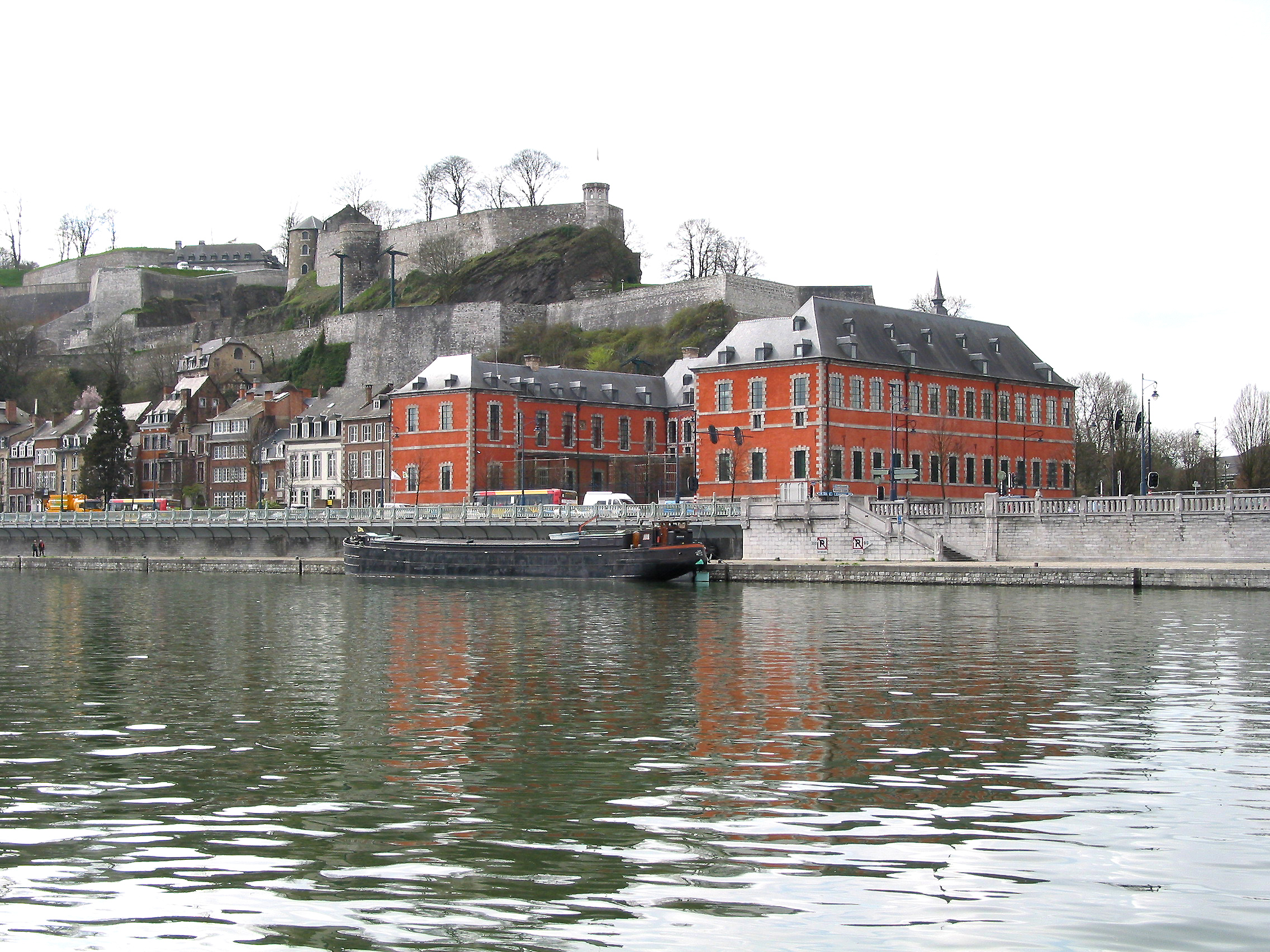
Namur, el Mosa, el parlamento valón y la ciudadela.

El dominio francés fue de corta duración, ya que Guillermo III de Orange-Nassau la conquistó solo tres años más tarde, en 1695, durante la guerra de la Gran Alianza. En virtud del primer Tratado de la Barrera de 1709, los Países Bajos ganaron el derecho de guarnición en Namur, pero la ciudad seguía en poder de Francia, el posterior Tratado de Baden de 1714 dio el control de los antiguos Países Bajos españoles a Austria. Aunque la ciudadela fue controlada por los holandeses siendo reconstruida de nuevo bajo su mandato. En 1781 expiró el tratado y los neerlandeses tuvieron que abandonar sus fortalezas en la región.
Durante las guerras que siguieron a la Revolución francesa, fue invadida en 1794 por Francia, que impuso un régimen revolucionario y represivo. Después de la derrota de Napoleón en 1815, el Congreso de Viena incorporó lo que hoy es Bélgica al Reino Unido de los Países Bajos. Bélgica se separó de los Países Bajos en 1830 tras la Revolución belga, y Namur siguió siendo una importante guarnición en el marco del nuevo régimen. La ciudadela fue reconstruida una vez más en 1887.
Namur fue un importante objetivo de Alemania en la invasión de Bélgica en 1914, ya que el valle del Mosa era la ruta de invasión hacia Francia. A pesar de ser considerada como prácticamente inexpugnable, la ciudad cayó tras solo tres días de combates y permaneció ocupada por los alemanes el resto de la guerra. Namur no tuvo mejor suerte en la Segunda Guerra Mundial, ya que se encontraba en las líneas del frente de la Batalla de las Ardenas en 1940 y en 1944. La ciudad sufrió graves daños en ambas guerras.
Namur siguió acogiendo al Ejército belga y sus paracaidistas, hasta su partida en 1977.

## Demografía

### Evolución
Todos los datos históricos relativos al actual municipio, el siguiente gráfico refleja su evolución demográfica, incluyendo municipios después de efectuada la fusión el 1 de enero de 1977.
| Gráfica de evolución demográfica de Namur entre 1846 y 2020 |
|                                                             |

## Educación
|  | Universidad          | Fundación | Acrónimo | Tipo                         |
|  | -------------------- | --------- | -------- | ---------------------------- |
|  | Universidad de Namur | 1831      | UNamur   | Universidad privada católica |

## Turismo
La temporada turística de Namur se abre el tercer sábado de abril, con el "día del folclore" (Journée du folklore), en el cual se dan cita en la Plaza de Armas varios grupos locales, que disfrazados y al son de la música, desfilan por la ciudad para luego regresar al lugar de partida, donde se brinda un gran ágape.
En mayo tiene lugar "Namur en mayo", un gran festival de teatro callejero que atrae a propios y extraños durante tres días.
En septiembre, al finalizar el verano, Namur vibra también al ritmo de las "Fiestas de Valonia" (Fêtes de la Wallonie). La ciudad se llena de casetas, juegos, puestos de cerveza y del tradicional "péquet", especie de aguardiente de frutas. En estas fiestas se efectúan numerosas manifestaciones culturales, exposiciones, conciertos, recitales y hasta deportivos, con el fin de revivir y guardar viejas tradiciones de la región.

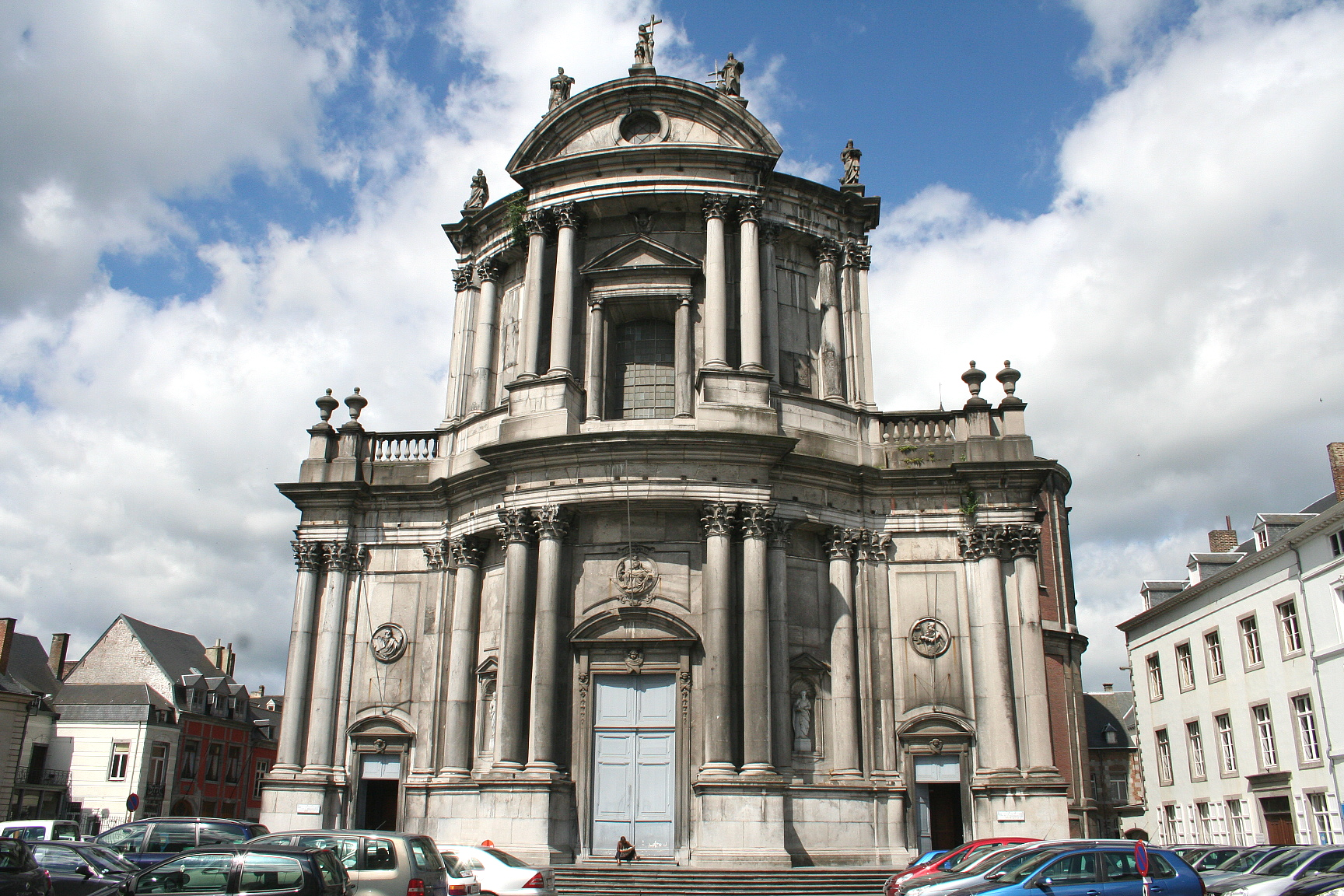
Catedral de San Albino (Cathédrale Saint-Aubain), en Namur.

Septiembre finaliza con el Festival Internacional del Cine Francófono (F.I.F.F.).
Algunos monumentos de interés son:
- La Fortaleza de Namur ("la Citadelle"), construida entre los siglos XIII y XVIII.
- Iglesia "Saint-Loup", de bello estilo barroco (siglo XVIII).
- La Catedral de San Albino (Cathédrale Saint-Aubain) (siglo XVIII).
- El antiguo palacio episcopal (siglo XVIII).
- La Iglesia de San Juan Bautista (siglo XVI).
- La Torre de "Marie Spilar" (siglo XVI).
- El "donjon" (siglo XI).
- Museo Arqueológico.
- Museo "Hôtel de Groesbeeck de Croix" (siglo XVIII).
- Museo de Bellas Artes namurenses.
- Iglesia de "Notre-Dame" (siglo XVIII).
- El Arsenal. Original estructura levantada en tiempos de Luis XIV de Francia, utilizada como armería. Hoy día es un restaurante universitario (siglo XVIII).
- El "Hospice Saint-Gilles", sede del Parlamento valón (siglo XVIII).
- Teatro Real de Namur (siglo XIX).
- Museo Provincial de arte antiguo namurense.
- Museo de tradiciones namurenses.
- Museo diocesano y tesoro de la catedral de San Albino.
- Museo de arte "Félicien Roops".

Namur posee también varias atracciones naturales, gracias a su estratégica posición en la confluencia de dos ríos. El valle del río Mosa es propicio durante el verano para practicar deportes náuticos, pasear en barco (en alguna de las "namourettes") o en bicicleta.